# Оссо-де-Сінка
Оссо-де-Сінка (ісп. Osso de Cinca) — муніципалітет в Іспанії, у складі автономної спільноти Арагон, у провінції Уеска. Населення — 782 особи (2009).
Муніципалітет розташований на відстані близько 350 км на північний схід від Мадрида, 75 км на південний схід від Уески.
На території муніципалітету розташовані такі населені пункти: (дані про населення за 2009 рік)
- Альмудафар: 56 осіб
- Оссо-де-Сінка: 679 осіб

## Демографія
Динаміка населення (INE ):